# 최해산
최해산(崔海山, 1380년 ~ 1443년)은 조선의 무신이다. 본관은 영천(永川) 이고 최무선의 아들이다. 태조 때 아버지의 유명에 따라 화약 수련법과 화포법을 공부하여 학문과 기술을 터득하였다. 1400년 태종 때 군기시에 등용되어 주부에 올랐다. 1436년 세종 때 동지중추 원사가 되었으며 화차, 완구, 발화, 신포 등의 새로운 무기를 만들어 냈다.

## 생애
본관은 영주(永州) 현재의 영천 검교참찬문하부사(檢校參贊門下府使) 무선(茂宣)의 아들이다. 15세가 되어서야 글자를 해독할 수 있었으나 아버지의 유고(遺稿)인 화약수련법(火藥修鍊法)의 비법을 전수받았다. 1401년(조선 태종 1) 군기시(軍器寺)에 등용 주부(主簿)를 거쳐 경기우도 병선군기점고별감(京畿右道兵船軍器點考別監)이 되었다. 1409년 군기감승(軍器監丞)에 오르고 그 해 10월에는 화차를 만들어 왕이 참석한 가운데 해온정(解慍亭)에서 발사시험을 하였다. 또 1424년(조선 세종 6) 12월에도 군기판사로서 왕을 모시고 광연루(廣延樓)에 나아가 화포 발사연습을 주관하였다. 1425년 군기감사를 지내고 1431년 6월 좌군동지총제(左軍同知摠制)가 되었다. 그 해 10월에는 그가 오랜 군기감 근무로 옳지 못한 일이 많았다 하여 조정 신하들이 그의 체직(遞職)을 품신했지만 조선 세종의 두터운 신임으로 허락되지 않았고 오히려 이듬해 공조우참판으로 승임되었다. 1개월 후 판경성군사(判鏡城郡事)로 전보되었을 때도 세종은 그가 외직으로 나갈 경우 군기감의 업무가 부실해진다 하여 중추원부사를 제수하였다. 1433년 좌군절제사로 도원수 최윤덕(崔潤德)과 함께 파저강(婆猪江) 토벌작전에 참전했을 때도 군기(軍機)를 이행하지 않은 관계로 사헌부의 탄핵을 받았지만 조선 세종은 그가 20여 년 동안 오로지 화포를 맡았으니 어찌 공이 없다고 하겠는가 벼슬만 거두도록 하라고 하여 용서하였다. 그 뒤에도 제주안무사 중추원부사 강계절제사 등을 지냈다. 그는 전수받은 화약수련비법과 타고난 재능으로 성과 열을 다하여 화약병기를 비롯한 군장비 보강 발전에 기여한 바 크다.

## 관련 작품

### 드라마
- 《용의 눈물》(KBS, 1996년~1998년, 배우:장기용)
- 《대왕 세종》(KBS, 2008년~2008년, 배우:이대연)

## 같이 보기
- 장영실
- 이순지
- 이천
- 김담

## 참고 문헌
- 태조실록(太祖實錄)
- 태종실록(太宗實錄)
- 세종실록(世宗實錄)